# يوجي أويدا (مؤدي أصوات من فوكوكا)
يوجي أويدا (うえだゆうじ أويدا يوجي, الكتابة الحقيقية لاسمه:上田祐司) هو مؤدي أصوات ياباني ولد في 15 يونيو 1967 في كيتاكيوشو، فوكوكا.

## أدواره في الأنمي

### مسلسلات أنمي تلفزيونية
- روروني كينشين - ساغارا سانوسكي
- بوكيمون - بروك، سيل, راتيكيت، فيكتريبيل (الصوت الأول), مستر مايم، زيبو, سينداكويل، وبافيت
- بوكيمون أدفانس - بروك، وبافيت
- بوكيمون دياموند/بيرل - بروك، وبافيت
- بوكيمون إكس/واي - وبافيت، فروكي/فروغادير/غرينينجا، كليفكي, فارفيتشد، تريكو/غروفايل/سيبتايل، غودرا
- شامان كينج - هوروهورو
- لاف هينا - كيتارو أوراشيما، لامبا لو
- عسل وبرسيم - شينوبو موريتا
- فتاة الجحيم - هاجيمي شيباتا
- البدلة المتنقلة جاندام 00 - بيلي كاتاغيري
- جاندام بيلد فايترز - الإخوة ريناتو
- سفينة الفضاء ناديشيكو - أكيتو تنكاوا
- أمير التنس - جيرو أكتاغاوا
- غينتاما - إيبينا-سان
- ون بيس - ساركيس
- بليتش - شقيق أوريهيمي إينوي
- إينوياشا - هوجو، هوجو أكيتوكي
- إينوياشا: الجزء الأخير - هوجو
- بيسميكر كوروغاني - إيتشيمورا تاتسنوسكي
- خيميائي الفولاذ - زولف جاي كيمبلي، روا
- خيميائي الفولاذ FULLMETAL ALCHEMIST - جين هافوك، بيدو
- موشيشي - دكتور أداشينو
- موشيشي: التتمة - دكتور أداشينو
- ميجامان محارب النت - أستاذ حربي، أبو زهرة، خفيف
- نادي مضيفي ثانوية أوران - أوميهيتو نيكوزاوا
- سوبر سونيك سبنر - قصي
- X - كاكيو كوزوكي
- أويدو روكيت - أذن
- تنبو إيبون أياكاشي أياشي - كوموشيتشي
- دي جرايمان - سيليم
- فروتس باسكت - ماكوتو تاكيه
- داركر ذان بلاك: جوزاء النيزك - إليا سوكولوف
- دورارارا!! - تاكاشي ناسوجيما
- دورارارا!! ×2 الخاتمة - تاكاشي ناسوجيما
- المدمر ساداميتسو - ساداميتسو تسوباكي
- باكوريتسو تنشي - كيوهيه تاتشيبانا
- فايس كرويتز - كويتشيرو كاسي
- رايدباك - هاروكي هيشيدا
- أكاديمية أوكالت - كينغو أوكاموتو
- الرومانسية الفيكتورية إيما - هاكيم أتاواري
- هاتاراكي مان - أكيهيسا كوباياشي
- وولفرين - ذو الندبة
- بليد - أغوس
- غوسيك - سايمون هنت
- كيل لا كيل - شيرو إيوري
- ستريت فايتر II V - جيمس
- كاراكوري كيدن هيو سنكي - كيوكاوا هاتشيرو
- هاناياماتا - والد هانا إن فاونتنستاند
- أوشيو و تورا - كابا
- طوكيو غول - إيتسكي مارودي
- طوكيو غول √A - إيتسكي مارودي
- ون بنتش مان - بانكين مان
- شو باي روك!! - ميبل أريسوغاوا
- شو باي روك!!# - ميبل أريسوغاوا
- غانسلينغر غيرل: IL TEATRINO - كريستيانو
- شينوبي نوبوناغا - سايتو تاتسوؤكي

### أنمي الإنترنت
- سينت سيا: سول أوف غولد - تانغريسنير هيركليس

### أوفا أنمي
- روروني كينشين: الذكريات - ساغارا سانوسكي
- روروني كينشين: الزمان - ساغارا سانوسكي
- روروني كينشين: كيوتو الجديدة - ساغارا سانوسكي
- لاف هينا Again - كيتارو أوراشيما
- ديترويت ميتال سيتي - يوهان كراوزر الثاني
- طوكيو غول JACK - إيتسكي مارودي

### أفلام أنمي
- سفينة الفضاء ناديشيكو The prince of darkness - أكيتو تنكاوا
- روروني كينشين: قداس للإيشين شيشي - ساغارا سانوسكي
- سلسلة أفلام بوكيمون
  - فيلم بوكيمون الأول: هجوم ميوتو - بروك
  - فيلم بوكيمون 2000: قوة الإتحاد - بروك
  - فيلم بوكيمون 3: إنتيه و تعويذة الأنون - بروك، وبافيت, سينداكويل، نوكتاول
  - فيلم بوكيمون فور إيفر: سيليبي صوت الغابة - بروك، وبافيت
  - بوكيمون هيروز: لاتيوس و لاتياس - بروك، وبافيت
  - بوكيمون رينجر و قصر البحر - بروك، وبافيت, سيبتايل
  - فيلم بوكيمون: نهوض داركراي - بروك، وبافيت
  - فيلم بوكيمون: غيراتينا و محارب السماء - بروك
  - فيلم بوكيمون: أركيوس و جوهرة الحياة - بروك، وبافيت, مونفيرنو
  - فيلم بوكيمون: زوروارك سيد الأوهام - بروك، وبافيت
  - فيلم بوكيمون: ديانسي و شرنقة الدمار - وبافيت، فروكي
- إينوياشا: قلعة الخيال داخل المرآة - هوجو أكيتوكي
- فيلم البدلة المتنقلة جاندام 00: أ ويكينينغ أوف ذا تريلبليزر - بيلي كاتاغيري
- كاوبوي بيبوب: الفيلم - لي سامسون

## أدواره في ألعاب الفيديو
- غيلتي جير XX - زابا
- سلسلة ألعاب ستريت فايتر
  - ستريت فايتر III سكند إمباكت - يوريين
  - ستريت فايتر ألفا 3 - بلانكا، فيغا
  - ستريت فايتر IV - بلانكا
  - سوبر ستريت فايتر IV - بلانكا
  - سوبر ستريت فايتر IV آركيد إديشن - بلانكا
  - ألترا ستريت فايتر IV - بلانكا
  - ستريت فايتر V - بلانكا
- ستريت فايتر X تيكن - بلانكا
- فاينل فانتسي XIII - أمودار
- ألتيميت مارفل فرسس كابكوم 3 - سترايدر هيريو
- تيلز أوف إينوسنس - سبادا بيلفورما، دورندال
- سوبر سماش برذرز براول - وبافيت
- سلسلة ألعاب داركستولكرز
  - داركستولكرز: ذا نايت واريورز - جون تالبين، ريكوؤو، لورد رابتور
  - نايت واريورز: داركستولكرز ريفنج - جون تالبين، ريكوؤو، لورد رابتور
  - داركستولكرز 3 - جون تالبين، ريكوؤو، لورد رابتور

## أدواره في الدبلجة اليابانية
- أبطال النينجا - دوناتيلو
- تي إم إن تي - دوناتيلو

## وصلات خارجية
- يوجي أيدا على موقع IMDb (الإنجليزية)
- يوجي أيدا على موقع ميوزك برينز (الإنجليزية)
- يوجي أيدا على موقع ديسكوغز (الإنجليزية)
- يوجي أيدا على موقع قاعدة بيانات الفيلم (الإنجليزية)
- يوجي أيدا على موقع ANN person (الإنجليزية)